# Undead Girl Murder Farce
Undead Girl Murder Farce (яп. アンデッドガール・マーダーファルス Андэддо га:ру ма:да: фарусу, «Фарс убитой нежити»), также кратко Anfaru (яп. アンファル Анфару) — серия японских романов, написанные Юго Аосаки. Правами на издание в Японии обладает Kodansha, выпустившее к июлю 2023 года под собственным импринтом Kodansha Taiga четыре тома серии. Адаптация сюжета романов в формат манги с иллюстрациями Харуки Томоямы начала публиковаться в журнале Monthly Shonen Sirius издательства Kodansha в июне 2016 года, после чего её публикация была перенесена сначала в журнал Nemesis, а затем в сервис Comic Days. На апрель 2025 года главы манги были скомпонованы в три печатных танкобона и пять цифровых томов. Студией Lapin Track сюжет романов адаптирован в формат аниме-сериала, трансляция которого проходила с июля по сентябрь 2023 года в программном блоке +Ultra телеканала Fuji TV.

## Сюжет
Действие сюжета разворачивается в 1897 году (30 год периода Мэйдзи), в альтернативном мире, в котором сверхъестественные существа, такие как вампиры и о́ни, сосуществуют с людьми. Полудемон-получеловек Цугару Синъути, также известный как Демоноборец, получил работу от бессмертной женщины по имени Ая Риндо и её верной горничной Сидзуку Хасэй. Цугару жаждет найти способ продлить свою жизнь, тогда как Ая, существующая только в виде говорящей головы, хочет найти и отомстить тому, кто обезглавил её. Когда они оба понимают, что человек, стоявший за их текущими проблемами, был богатым иностранцем, носящим с собой трость с вырезанной на ней буквой «М», Цугару, Ая и Судзуку уезжают из Японии в Европу и пытаются напасть на его след. В надежде отыскать их главную цель, а также пропавшее тело Аи, главные герои помимо этого занимаются раскрытием различных сверхъестественных тайн по всей Европе, а Цугару избирает себе имидж человека под псевдонимом «Обладатель клетки», так как голова Аи обычно находится в птичьей клетке.

## Персонажи
Ая Риндо (яп. 輪堂 鴉夜 Риндо: Ая) — молодая женщина периода Хэйан и ёкай, обезглавленная неизвестным нападавшим-полудемоном, который также похитил её тело. Будучи демоном, она не может умереть (однако после обезглавливания Ая не может исцелять саму себя), благодаря чему её голова продолжает жить без тела. Желая найти и отомстить полудемону, она в итоге обратилась к Цугару Синъути.
Сэйю: Томоё Куросава
Цугару Синъути (яп. 真打 津軽 Синъути Цугару) — полудемон-получеловек, ставший таким в результате инъекции крови демона, сделанной ему тем же неизвестным нападавшим, который обезглавил Аю. Цугару после инъекции обладает силой демона, при этом его демоническая сторона сильнее, чем человеческая.
Сэйю: Таку Ясиро
Сидзуку Хасэй (яп. 馳井 静句 Хасэй Сидзуку) — горничная, состоящая на службе у Аи Риндо.
Сэйю: Макото Коити
Энни Кербер (яп. アニー・ケルベル Ани: Кэрубэру)
Сэйю: Саюми Судзусиро
Шерлок Холмс (яп. シャーロック・ホームズ Ся:рокку Хо:мудзу)
Сэйю: Синъитиро Мики
Джон Х. Ватсон (яп. ジョン・H・ワトソン Дзён Х Ватосон)
Сэйю: Масаки Айдзава
Арсен Люпен (яп. アルセーヌ・ルパ Арусэ:ну Рупан)
Сэйю: Мамору Мияно
Призрак (яп. ファントム Фантому)
Сэйю: Хиро Симоно
Джеймс Мориарти (яп. ジェームズ・モリアーティ Дзэ:мудзу Мориа:ти)
Сэйю: Ватару Ёкодзима
Алистер Кроули (яп. アレイスター・クロウリー Арэйсута: Куро:ри:)
Сэйю: Томокадзу Сугита
Кармилла (яп. カーミラ Ка:мира)
Сэйю: Рэйна Кондо
Виктор (яп. ヴィクター Викута:)
Сэйю: Итару Ямамото
Джек-потрошитель (яп. 切り裂きジャック Кирисаку Дзякку)
Сэйю: Сома Сайто
Нора (яп. ノラ)
Сэйю: Маая Утида
Вера (яп. ヴェラ Вэра)
Сэйю: Юмири Ханамори
Кая (яп. カーヤ Ка:я)
Сэйю: Сайма Накано
Рейнольд Стингхарт (яп. レイノルド・スティングハート Рэйнорудо Сутингуха:то)
Сэйю: Синъитиро Камио
Фатима Даблдартс (яп. ファティマ・ダブルダーツ Фатима Дабуруда:цу)
Сэйю: Сара Мацумото
Фил Фогг (яп. フィリアス・フォッグ Фириасу Фоггу)
Сэйю: Хидэаки Тэдзука
Паспарту (яп. パスパルトゥー Пасупаруту:)
Сэйю: Хидэнари Угаки
Лестрейд (яп. レストレード Рэсуторэ:до)
Сэйю: Тайтэн Кусуноки
Ганимар (яп. ガニマール Ганима:ру)
Сэйю: Косэй Хирота
Элис Рапидшот (яп. アリス・ラピッドショット Арису Рапиддосётто)
Сэйю: Аяка Асаи
Кайл Чейнтейл (яп. カイル・チェーンテイル Кайру Тэ:нтэйру)
Сэйю: Со Нодзава
Луиза (яп. ルイーゼ Руи:дзэ)
Сэйю: Анна Нагасэ
Роза (яп. ローザ Ро:дза)
Сэйю: Аки Нагао
Юттэ (яп. ユッテ)
Сэйю: Эмири Суяма
Альма (яп. アルマ Арума)
Сэйю: Хитоми Набатамэ
Гунтер (яп. ギュンター Гюнта:)
Сэйю: Такаки Отомари
Деннис (яп. デニス Дэнису)
Сэйю: Сюнсукэ Такэути
Фальк (яп. ファルク Фаруку)
Сэйю: Кадзуки Ура
Бернт (яп. ベルント Бэрунто)
Сэйю: Сэйитиро Ямасита
Бьорн (яп. ビョルン Бёрун)
Сэйю: Такуя Накасима
Старушка Реги (яп. レギ婆 Рэги баба)
Сэйю: Саюри Садаока

## Медиа

### Роман
Первый роман серии за авторством Юго Аосаки был выпущен 17 декабря 2015 года под импринтом Kodansha Taiga издательства Kodansha. Всего по состоянию на июль 2023 года было выпущено четыре тома серии.

#### Список томов
| №  | Дата публикации    | ISBN                   |
| -- | ------------------ | ---------------------- |
| 01 | 17 декабря 2015 г. | ISBN 978-4-0629-4009-2 |
| 02 | 19 октября 2016 г. | ISBN 978-4-0629-4030-6 |
| 03 | 15 апреля 2021 г.  | ISBN 978-4-0652-2368-0 |
| 04 | 14 июля 2023 г.    | ISBN 978-4-0653-2520-9 |

### Манга
Об адаптации сюжета романов в формат манги было объявлено 26 января 2016 года. Манга, проиллюстрированная Харукой Томоямой, начала публиковаться 26 июня 2016 года в журнале сёнэн-манги Monthly Shonen Sirius издательства Kodansha. 9 июня 2017 года публикация манги была перенесена в журнал Nemesis того же издательства. После прекращения в августе 2018 года выпуска журнала публикация манги была перенесена в сервис цифровой манги Comic Days. На апрель 2025 года главы манги были скомпонованы в три печатных танкобона и пять цифровых томов.
В мае 2021 года американское издательство Kodansha USA лицензировало мангу для публикации в цифровом формате.

#### Список томов
| №  | Дата публикации       | ISBN                   |
| -- | --------------------- | ---------------------- |
| 01 | 20 октября 2016 г.    | ISBN 978-4-0639-0655-4 |
| 02 | 9 августа 2017 г.     | ISBN 978-4-0639-0707-0 |
| 03 | 8 июня 2018 г.        | ISBN 978-4-0651-1670-8 |
| 04 | 5 июля 2023 г. (ЦИ)   |                        |
| 05 | 5 июля 2023 г. (ЦИ)   |                        |
| 06 | 5 июля 2023 г. (ЦИ)   |                        |
| 07 | 5 июля 2023 г. (ЦИ)   |                        |
| 08 | 2 апреля 2025 г. (ЦИ) |                        |

### Аниме
Об адаптации сюжета романов в формат аниме-сериала было объявлено 22 марта 2023 года. Его производством занялась студия Lapin Track, на должность режиссёра был назначен Мамору Хатакэяма, главным сценаристом стал Нобору Такаги, за дизайны персонажей, выполненные на основе концептов от Дзэрого Ивамото, отвечают Норико Ито и главный режиссёр анимации Нахо Кодзоно; композитором стал Юма Ямагути. Аниме-сериал транслировался с 6 июля по 28 сентября 2023 года в программном блоке +Ultra телеканала Fuji TV. Открывающая музыкальная тема аниме-сериала — «Crack-Crack-Crackle», исполненная группой CLASS:y; закрывающая — «Reversal», исполненная певицей Анной.
В Индии и за пределами Азии аниме-сериал лицензирован стриминговым сервисом Crunchyroll, на территории Южной и Юго-Восточной Азии — компанией Medialink, которая транслирует его посредством YouTube-каналов Ani-One. На русском языке аниме-сериал лицензирован Crunchyroll под названием «Фарс убитой нежити».

#### Список серий
| №  | Название                                                            | Режиссёр        | Премьера в Японии   |
| -- | ------------------------------------------------------------------- | --------------- | ------------------- |
| 01 | Демоноборец «Онигороси» (鬼殺し)                                    | Хироки Койкэ    | 6 июля 2023 г.      |
| 02 | Вампир «Кю:кэцуки» (吸血鬼)                                         | Яёй Танака      | 13 июля 2023 г.     |
| 03 | Бессмертная и о́ни «Фуси то они» (不死と鬼)                          | Кэн Санума      | 20 июля 2023 г.     |
| 04 | Ведущий актёр Синъути выходит на сцену «Синъути То:дзё:» (真打登場) | Сёси Исикава    | 27 июля 2023 г.     |
| 05 | Бессмертная в Лондоне «Рондон но фусися» (倫敦の不死者)             | Ёсицугу Кимура  | 3 августа 2023 г.   |
| 06 | Неуловимый вор и детектив «Кайто: то тантэй» (怪盗と探偵)           | Масакадзу Охара | 10 августа 2023 г.  |
| 07 | Безумная пляска битвы «Консэн ю:ги» (混戦遊戯)                      | Синго Канэко    | 17 августа 2023 г.  |
| 08 | Банкет «Яэн» (夜宴)                                                 | Яёй Танака      | 24 августа 2023 г.  |
| 09 | Оборотни «Дзинро:» (人狼)                                           | Сёси Исикава    | 31 августа 2023 г.  |
| 10 | Туманная низина «Кири но куботи» (霧の窪地)                         | Сёси Исикава    | 7 сентября 2023 г.  |
| 11 | Обитель волков «Оками но сумика» (狼の棲家)                         | Томоко Хирамука | 14 сентября 2023 г. |
| 12 | Там, где всё меняется «Нагарэ но мадзивару басё» (流れの交わる場所) | Яёй Танака      | 21 сентября 2023 г. |
| 13 | Имя оборотня «Ханнин но намаэ» (犯人の名前)                         | Хироки Койкэ    | 28 сентября 2023 г. |

## Приём
Дайан Дарси с сайта Comic Book Resources назвала первый том манга-адаптации «увлекательным детективом в стиле Агаты Кристи», отметив, что манга схожа с романами Кристи в части сюжетных приёмов и состава персонажей. Дарси также похвалила работу иллюстратора, «ёмко передающей готическую эстетику». В путеводителе сайта Anime News Network по манге весны 2021 года Ребекка Сильверман поставила первому тому оценку в три звезды из пяти. Сильверман в кратком обзоре похвалила Аю Риндо, применяющей дедуктивный метод «в духе Шерлока Холмса», и отметила детализованность иллюстраций и мира манги. Даника Дэвидсон из журнала Otaku USA в обзоре манги назвала её «причудливой и забавной» и отметила её схожесть с произведениями о Шерлоке Холмсе, а также европейский сеттинг, который напомнил обозревательнице мангу Black Butler и работы Каори Юки.